# Loretta Devine
Loretta Devine, född 21 augusti 1949 i Houston, är en amerikansk skådespelare. 
Devine har varit med i serier som Boston Public, Grey's Anatomy och Eli Stone. Hon har vunnit flera priser bland annat en Emmy Award för sin gästroll i Graey's Anatomy 2011.

## Filmografi

### Filmer
| År   | Titel                 | Roll                  |
| ---- | --------------------- | --------------------- |
| 1987 | Mordet på Mary Phagan | Annie Maude Carter    |
| 1988 | Spioner i familjen    | Verna McLaughlin      |
| 1988 | Sticky Fingers        | Diane                 |
| 1989 | Stanley & Iris        | Bertha                |
| 1989 | Föräldrafällan 3      | Thelma                |
| 1992 | Class Act             | Blades mamma          |
| 1993 | American Clock        | Irene                 |
| 1993 | Amos & Andrew         | Ula                   |
| 1994 | The Hard Truth        | Nichols sekreterare   |
| 1995 | Hålla andan           | Gloria "Glo" Matthews |
| 1996 | Preacher's Wife       | Beverly               |
| 1996 | Den hårdaste matchen  | Miss Mary             |
| 1997 | Don King              | Connie Harper         |
| 1997 | Hoodlum               | Pigfoot Mary          |
| 1997 | Clover                | Everleen              |
| 1998 | Mördande legender     | Reese Wilson          |
| 1998 | Hem till Mississippi  | Zenia                 |
| 1999 | Dorothy Dandridge     | Ruby Dandridge        |
| 2000 | Mördande legender 2   | Reese Wilson          |
| 2000 | Vad kvinnor vill ha   | Flo                   |
| 2001 | I Am Sam              | Margaret Calgrove     |
| 2001 | Tjocka släkten        | Marguerite Slocumb    |
| 2004 | Crash                 | Shaniqua Johnson      |
| 2006 | Dreamgirls            | Jazzsångerska         |

### TV-serier
| År        | Titel          | Roll                   | Notering   |
| --------- | -------------- | ---------------------- | ---------- |
| 1987-1988 | Dotter på vift | Stevie Rallen          | 9 avsnitt  |
| 1990      | Murphy Brown   | Sjuksköterskan Hawking | 1 avsnitt  |
| 1995      | Småstadsliv    | Marla Melrose          | 1 avsnitt  |
| 2000      | Firman         | Gloria Rivers          | 1 avsnitt  |
| 2000      | Ally McBeal    | Nora Mills             | 1 avsnitt  |
| 2000-2004 | Boston Public  | Marla Hendricks        | 81 avsnitt |
| 2005      | Supernatural   | Missouri Moseley       | 1 avsnitt  |
| 2005-2013 | Grey's Anatomy | Adele Webber           | 22 avsnitt |
| 2006-2007 | Boston Legal   | Annabelle Carruthers   | 2 avsnitt  |
| 2008–2009 | Eli Stone      | Patti                  | 25 avsnitt |

## Utmärkelser
- 1996 - Image Award - Bästa kvinnliga biroll i spelfilm för Hålla andan
- 1997 - Image Award - Bästa kvinnliga biroll i spelfilm för Preacher's Wife
- 2001 - Image Award - Bästa kvinnliga biroll i dramaserie för Boston Public
- 2003 - Image Award - Bästa kvinnliga biroll i dramaserie för Boston Public
- 2004 - Image Award - Bästa kvinnliga biroll i dramaserie för Boston Public
- 2006 - Black Reel - Bästa ensemble för Crash (delat med Don Cheadle, Matt Dillon, Sandra Bullock, Ludacris, Thandie Newton, Terrence Howard, Ryan Phillippe, Jennifer Esposito, Brendan Fraser, Larenz Tate och Nona Gaye)